# Miś (zabawka)
Miś – zabawka o wyglądzie wzorowanym na niedźwiedziu.
Sympatyczne postaci misiów – bohaterów literatury dziecięcej oraz skojarzenia z pluszowymi zabawkami sugerują, że niedźwiedź jest miłym i nieagresywnym zwierzęciem. Stereotyp ten stara się złamać m.in. Tatrzański Park Narodowy w programie informacyjnym Niedźwiedź to nie Miś. Przy każdym punkcie sprzedaży biletów do parku można dostać ulotkę, która informuje jak zachować się w przypadku spotkania z niedźwiedziem.

## Historia zabawki

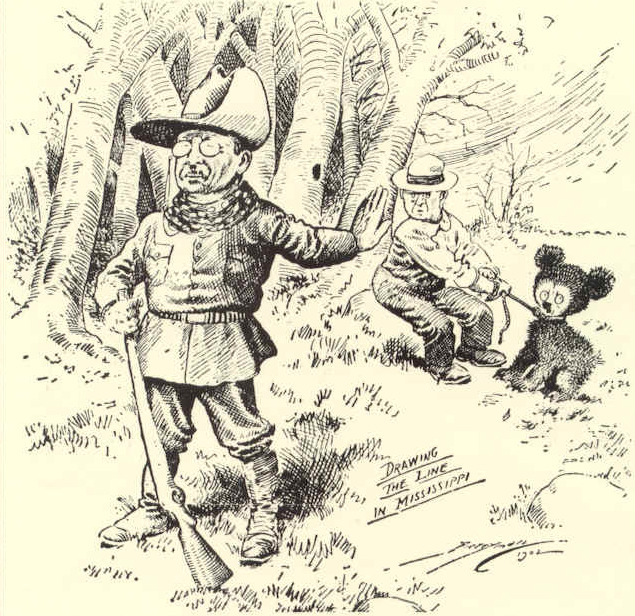
Rysunek Berrymana

Kariera misia-zabawki rozpoczęła się w końcu XIX wieku. Margarete Steiff – niemiecka inwalidka sparaliżowana wskutek choroby Heinego-Medina, szyła różne pluszowe zabawki-zwierzątka. Jej siostrzeniec Richard Steiff w roku 1880 wpadł na pomysł, aby ulepszyć ich konstrukcję i założyć firmę produkującą takie zabawki w wirtemberskiej miejscowości Giengen an der Brenz, 10 km od granicy bawarskiej.
Pluszowe zwierzątka wystawiono na targach w Lipsku w 1903. Zainteresowały one Amerykanów i 3000 egzemplarzy wyeksportowano do Stanów Zjednoczonych. Tam zdobyły dużą popularność i wkrótce podobne misie zaczęły wytwarzać inne firmy zabawkarskie. Firma Steiff nadal istnieje i nadal zajmuje się produkcją pluszowych zabawek.
Można też spotkać inną wersję historii powstania tej sympatycznej maskotki. Mianowicie, w 1902 roku, podczas jednego z polowań prezydenta Stanów Zjednoczonych Teodora „Teddy” Roosevelta, jego towarzysz łowów postrzelił młodego niedźwiadka. Gdy przyprowadził zwierzątko do prezydenta, ten widząc przerażenie malca kazał go uwolnić. Epizod ten przedstawił na rysunku Clifford Berryman. Jego grafika ukazała się w gazecie „The Washington Post” i dla sklepikarza z Brooklynu, Morrisa Mitchoma, imigranta z Rosji stała się inspiracją do produkcji pluszowych niedźwiadków o nazwie Teddy, za specjalnym pozwoleniem prezydenta. W ciągu kilku lat Mitchom stał się potentatem i właścicielem firmy „Ideal”, jednej z najbardziej znanych firm produkujących pluszowe misie.

## Światowy Dzień Pluszowego Misia
W 2002, w 100. rocznicę powstania zabawki, dzień 25 listopada ustanowiony został Światowym Dniem Pluszowego Misia.

## Bohater literacki
Miś stał się bohaterem utworów dla dzieci, z których najbardziej znanym jest Kubuś Puchatek (ang. Winnie the Pooh) stworzony w 1926 przez brytyjskiego pisarza Alana Alexandra Milne’a. Innym niedźwiedzim bohaterem książek dla dzieci jest Miś Paddington.
W Polsce popularne były dobranocki przedstawiające takie misie jak: Miś Uszatek czy Colargol.

## Nazwy
Nazwa pochodzi z języka łowieckiego. Etymologia tego słowa jest niejasna. Pojawiło się ono w końcu XVI wieku (T. Bielawski, Myśliwiec, 1595), jako określenie żargonowe, prawdopodobnie jako skrót od staropolskiego miedźwiedź (z nieznanymi formami pośrednimi; wiadomo, że miedjed – „miodojad” – to eufemizm, neologizm zastępujący praindoeuropejskie określenie największego europejskiego drapieżnika). Myśliwi wierzyli, że nazywanie zwierzyny łownej jej nazwą własną – w tym wypadku miedźwiedzia – nie przynosiło szczęścia na polowaniu (zob. tabu).
W języku angielskim pluszowy miś to Teddy Bear. Nazwa wzięła się od prezydenta Stanów Zjednoczonych Theodore’a Roosevelta, który w listopadzie 1902 został bohaterem komiksu w gazecie „Evening Star”. Historyjka opowiadała o tym, jak prezydent spotyka na polowaniu przestraszonego niedźwiadka. Komiks przeczytał przedsiębiorca z Brooklynu, cukiernik Morris Michton, i postanowił handlowo wykorzystać zdrobniałe imię Roosevelta. Prezydent zgodził się i w 1906 fabryka Michtona Ideal wypuściła na rynek pierwsze pluszowe misie pod nazwą Teddy Bear.

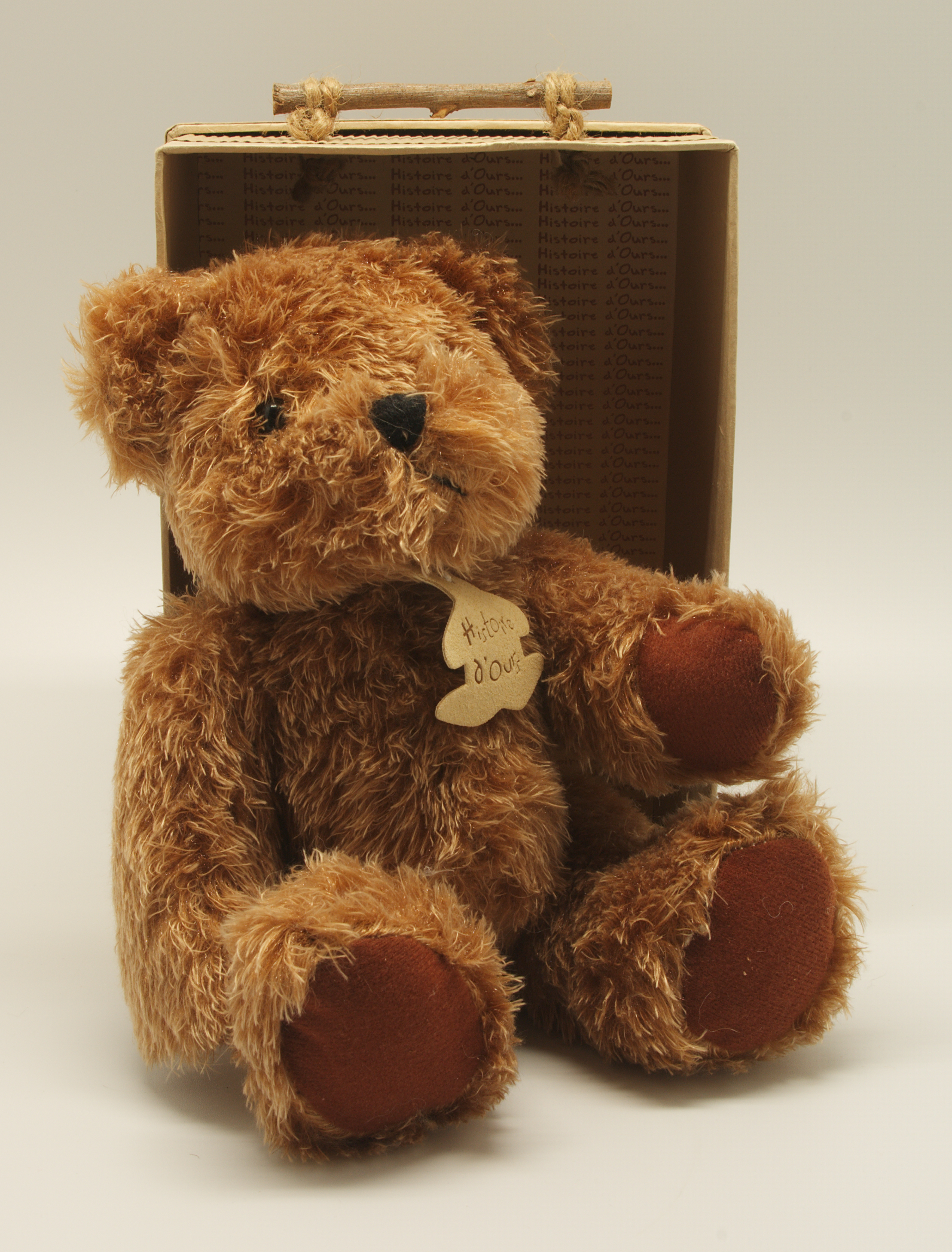
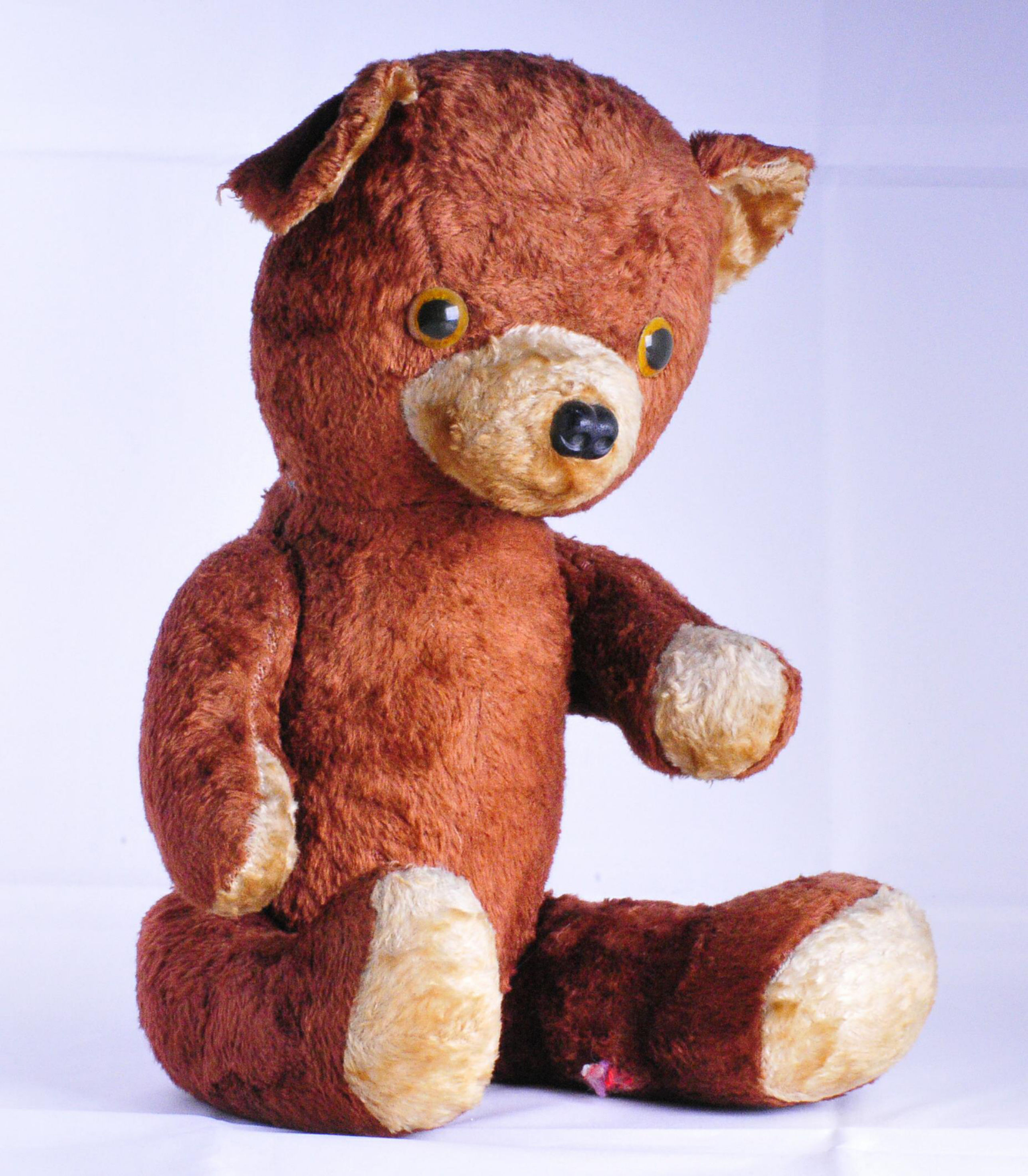
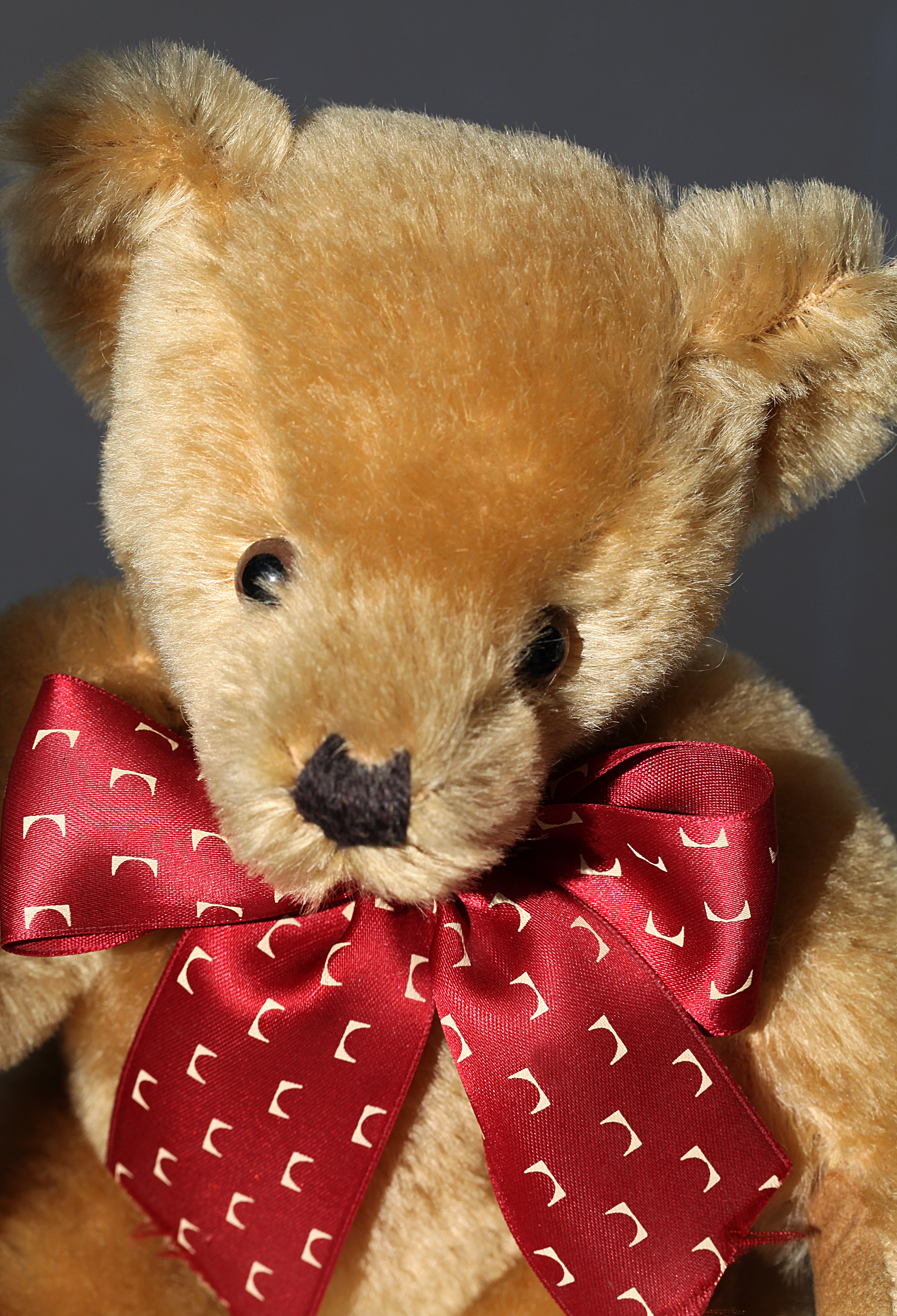
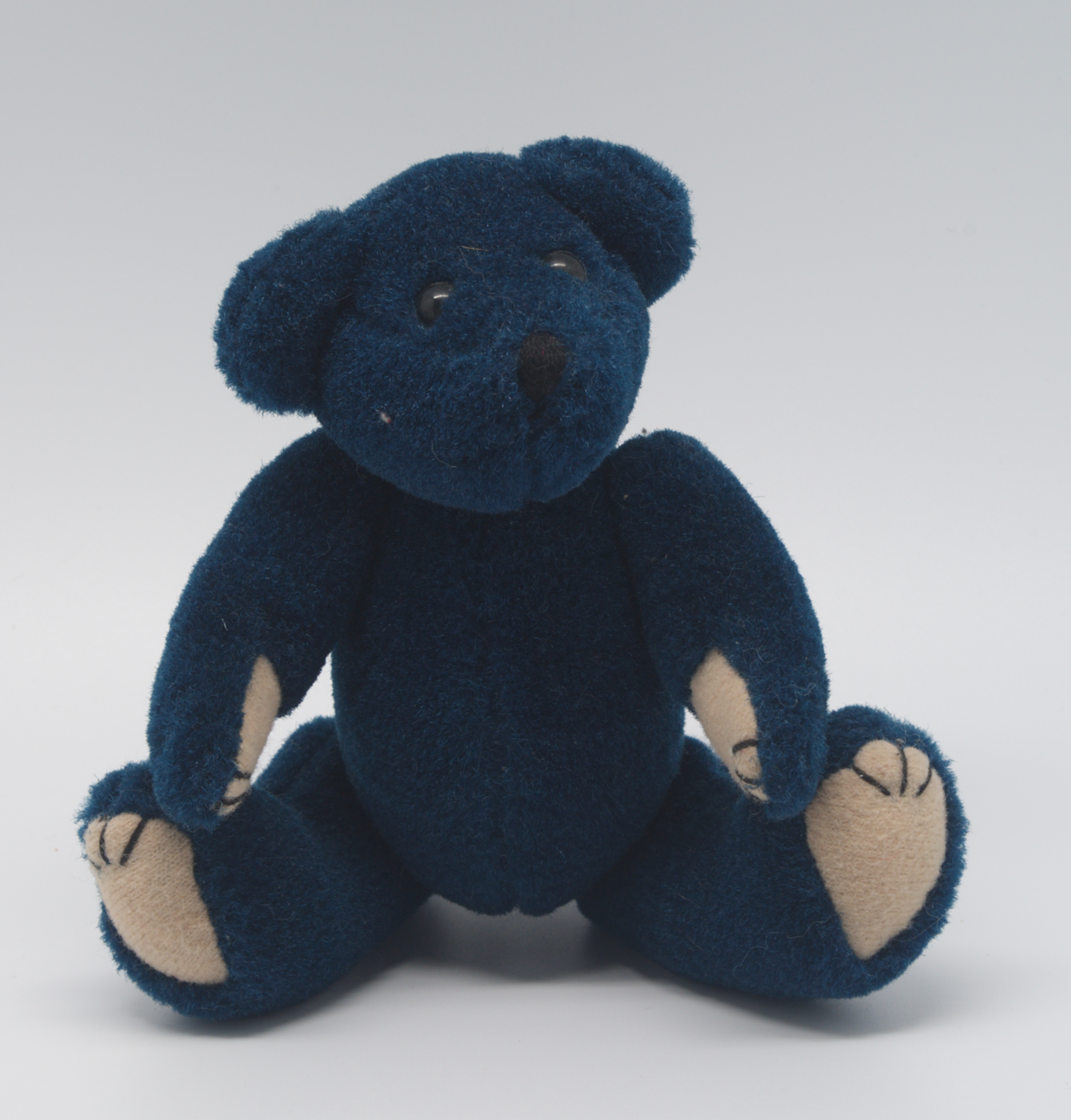
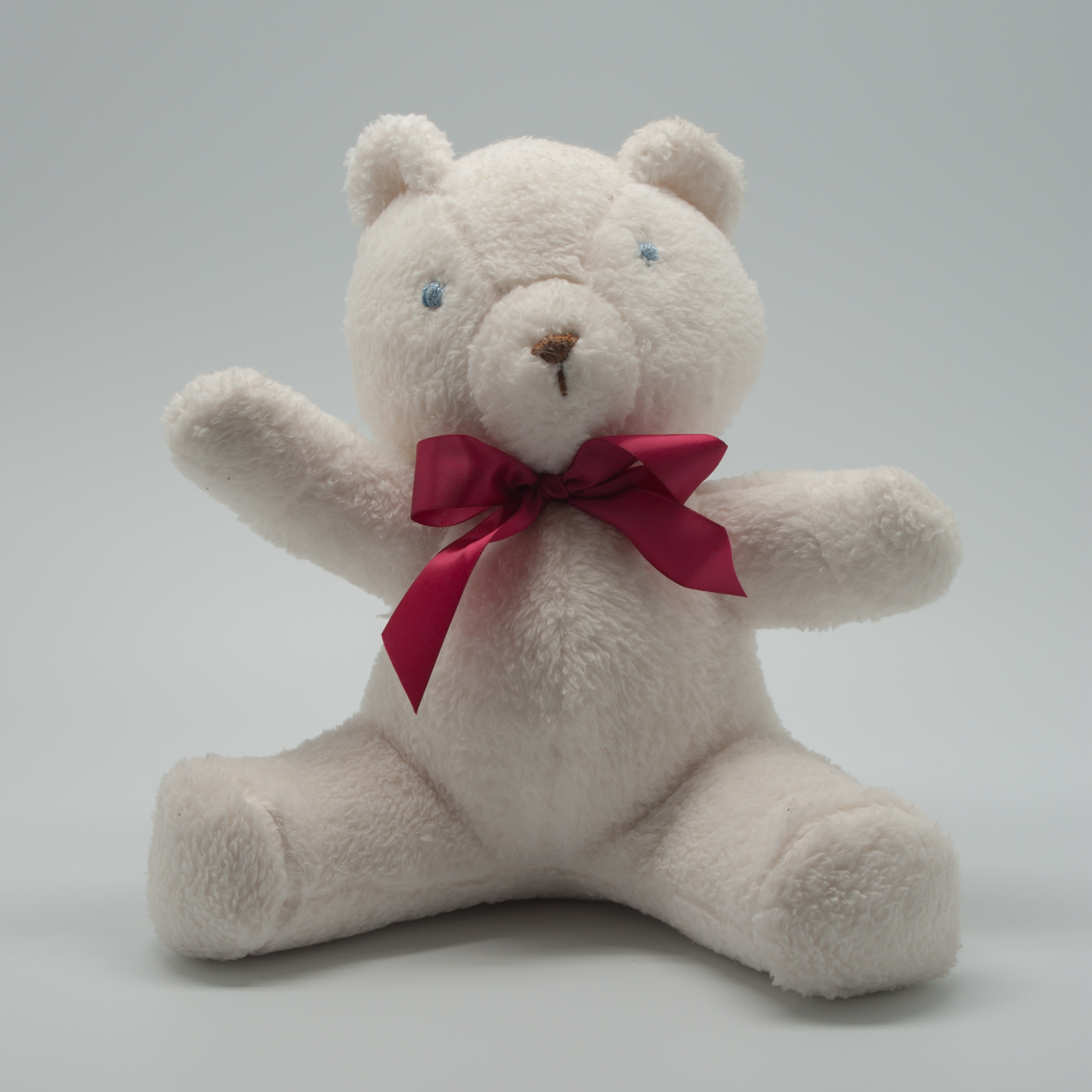
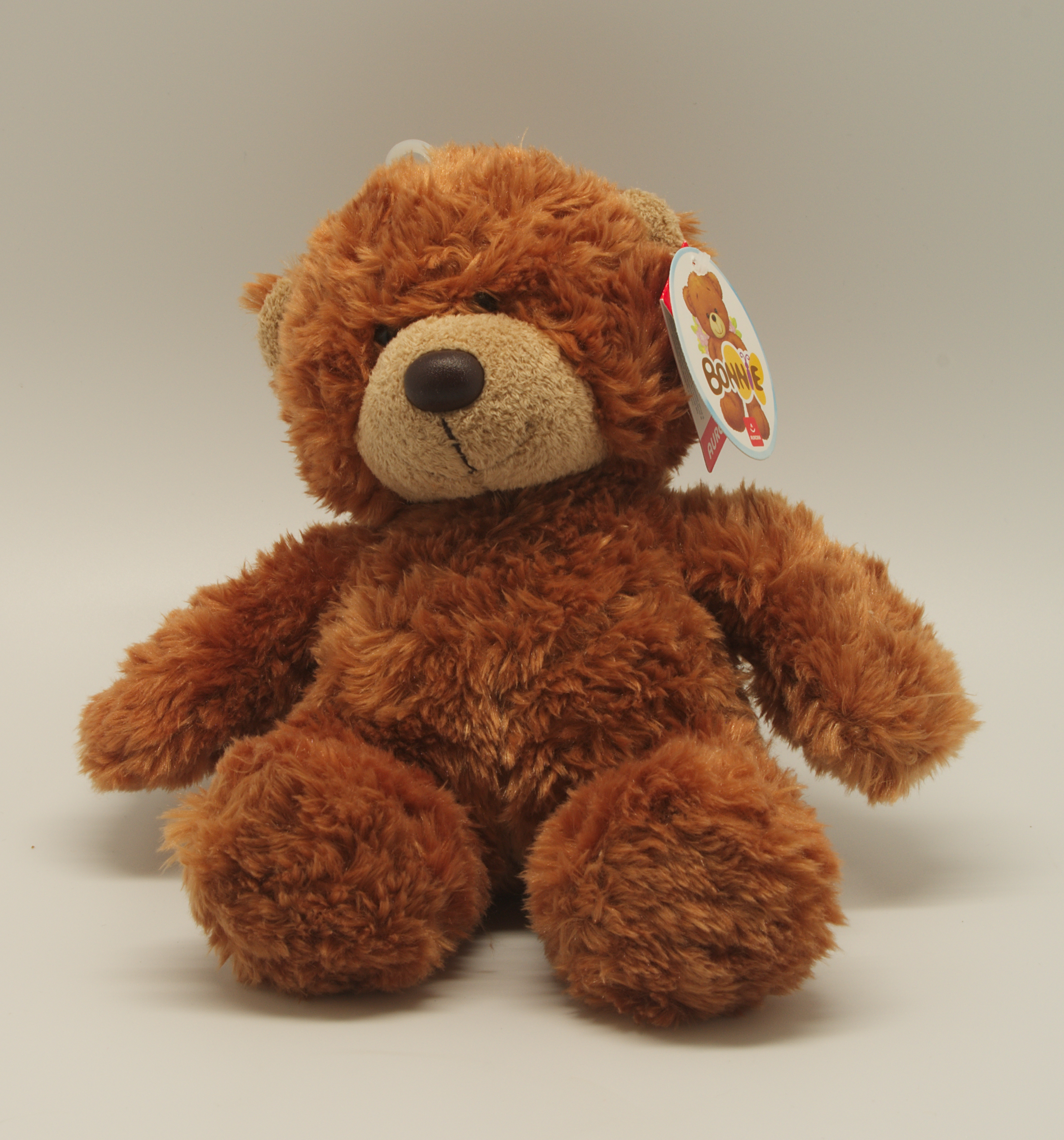
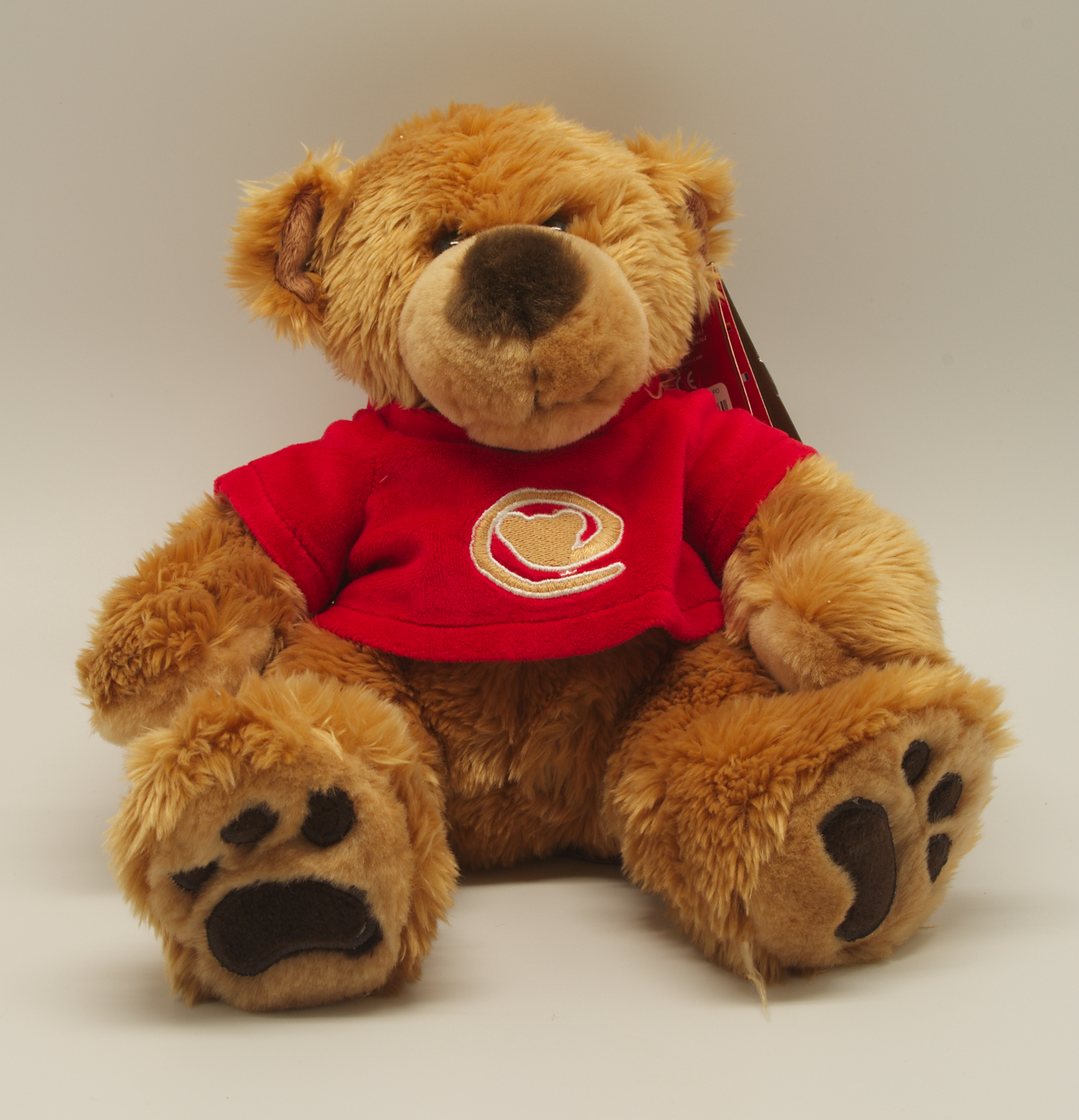
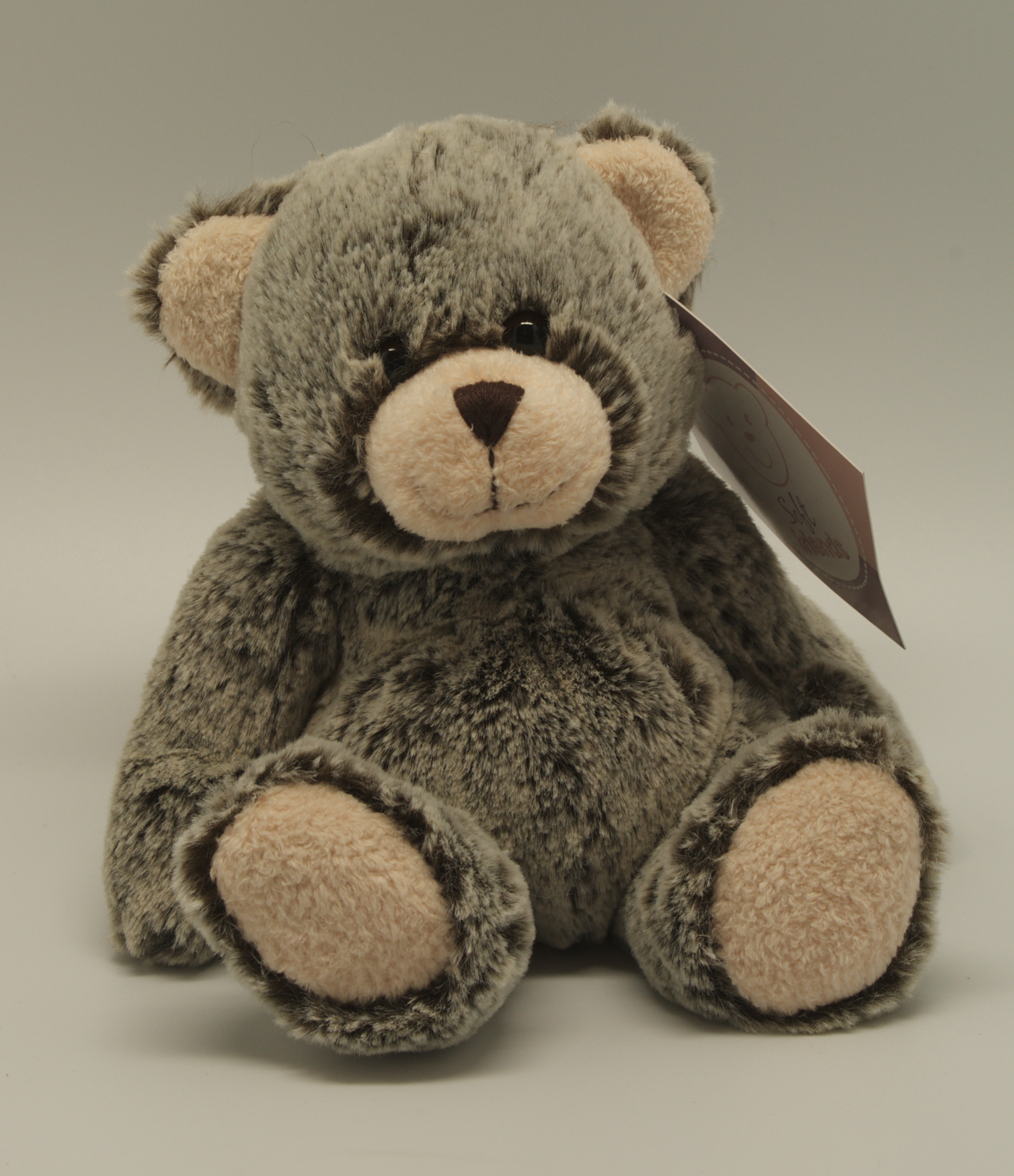
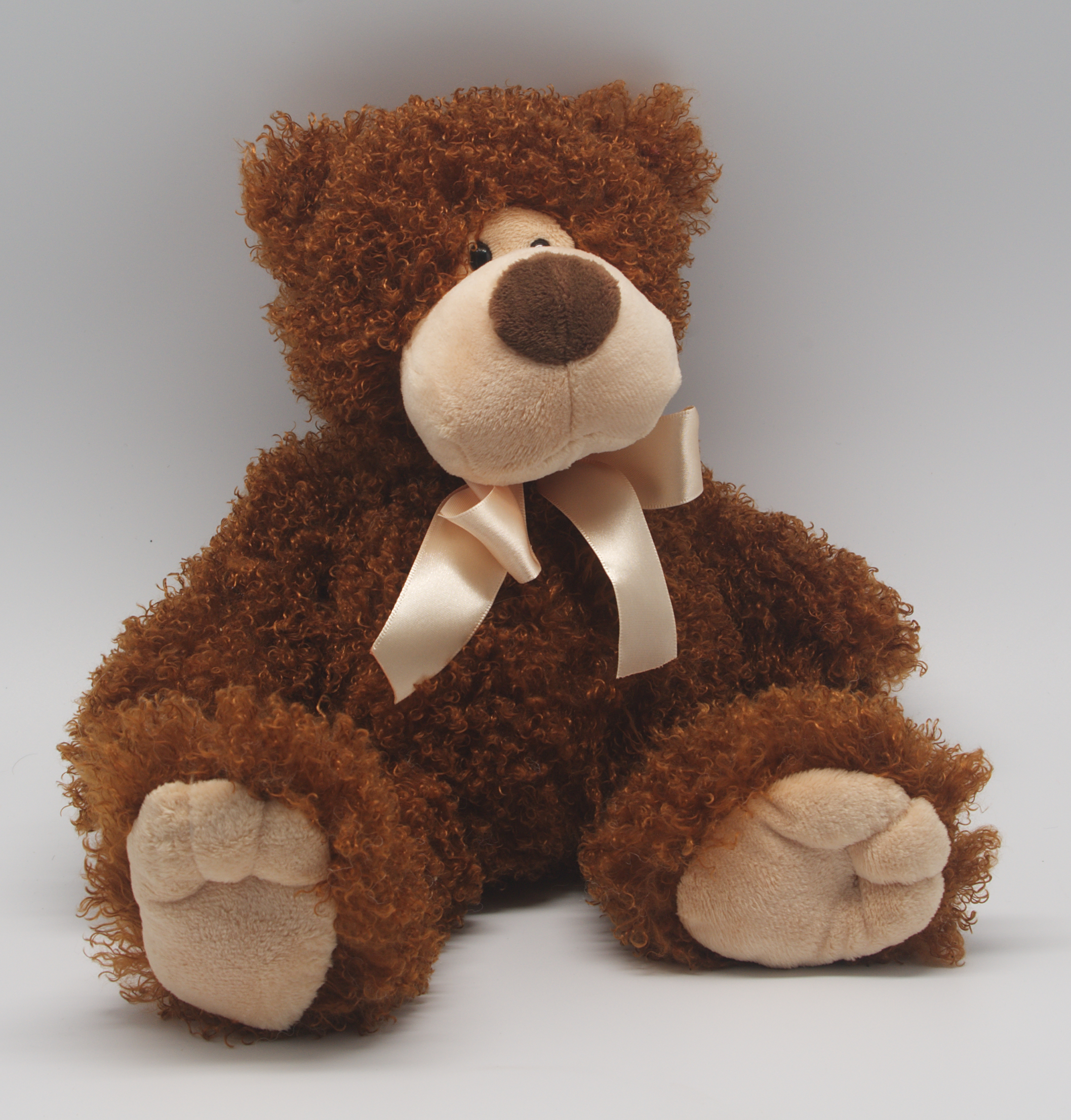
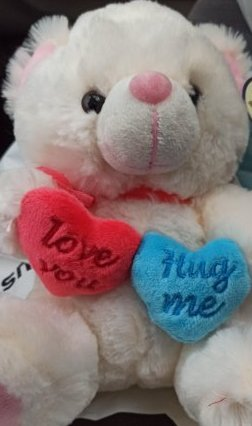